# 定性分析
定性分析的主要任务是确定物质（化合物）的组分，只有确定物质的组成后，才能选择适当的分析方法进行定量分析，如果只是为了检测某种离子或元素是否存在，为分别分析；如果需要经过一系列反应去除其他干扰离子、元素或要求了解有哪些其他离子、元素存在，为系统分析。
定性分析包括色谱法。
按照物质种类来分，定性分析分为定性无机分析和定性有机分析。